# St. Vincent
Энн Э́рин «Э́нни» Кларк (англ. Anne Erin «Annie» Clark; род. 28 сентября 1982, Талса, Оклахома, США) — американская певица, автор-исполнитель, мультиинструменталистка и музыкант, выступающая под сценическим именем St. Vincent. После учёбы в музыкальном колледже Беркли, она начала свою карьеру в качестве участницы коллектива The Polyphonic Spree, а также концертного состава Суфьяна Стивенса, прежде чем образовала свою собственную группу в 2006 году.
Работы St. Vincent получили признание у критиков за свой музыкальный стиль, сочетающий в себе элементы софт-рока, экспериментального рока, электропопа и джаза. Её дебютный альбом «Marry Me» вышел в 2007 году, за которым последовал более успешный в коммерческом плане диск «Actor» (2009). В 2012 год она выпустила совместный альбом с Дэвидом Бирном под названием «Love This Giant». Её четвёртый сольный альбом «St. Vincent» (2014) был признан альбомом года по версии ряда изданий, а также завоевал награду премии «Грэмми» в категории «Лучший альтернативный альбом». Её пятый студийный альбом «Masseduction» вышел 13 октября 2017 года на лейбле Loma Vista Recordings. В 2019 году был номинирован на премию «Грэмми» в категории «Лучший альтернативный альбом года», а песня «Masseduction» выиграла статуэтку в категории «Лучшая рок-песня года».

## Музыкальная карьера
Кларк открывала шоу таких исполнителей, как Television, Arcade Fire, Эндрю Бёрд, Джоли Холланд, Джон Вандерслайс, Xiu Xiu, Death Cab for Cutie, Кристина Дона и Grizzly Bear. Она работала с Bon Iver над песней «Roslyn», которая появилась на саундтреке фильма «Сумерки. Сага. Новолуние», а также вместе с рэпером Cage участвовала в записи песни Кида Кади «Maniac» для альбома последнего под названием Man on the Moon II: The Legend of Mr. Rager.
Сценический псевдоним Энни Кларк является отсылкой к больнице святого Винсента (Saint Vincent’s Catholic Medical Center), в которой в 1953 году умер валлийский поэт Дилан Томас. Также среднее имя прабабушки певицы было St. Vincent. В интервью в The Colbert Report Энни сказала, что псевдоним был взят из песни Ника Кейва, содержащей отсылку к больнице, в которой скончался Дилан Томас. (Строчка «And Dylan Thomas died drunk in / St. Vincent’s hospital» из песни Кейва «There She Goes my Beautiful World» с альбома Abattoir Blues/The Lyre of Orpheus.
Кларк неоднократно признавалась, что толчком к созданию музыки стало влияние на неё творчества группы Nirvana. Энни сыграла вместе с Кристом Новоселичем, Пэтом Смиром и Дейвом Гролом одну из их песен «Lithium» на церемонии внесения Nirvana в зал рок славы. Также с ней были сыграны позже на секретном концерте и некоторые другие песни группы. Также в 2020 году Кларк выступила на концерте-посвящении Принсу «Let’s Go Crazy: The Grammy Salute to Prince», исполнив «Controversy».

## Личная жизнь
Ранее Кларк состояла в отношениях с моделью Карой Делевинь и актрисой Кристен Стюарт.

## Дискография

### Альбомы
- Marry Me (2007)
- Actor (2009)
- Strange Mercy (2011)
- Love This Giant (2012, с Дэвидом Бирном)
- St. Vincent (2014)
- Masseduction (2017)
- Daddy’s Home (2021)
- All Born Screaming (2024)

### Синглы
- «Paris Is Burning» (2007) — CD (не выпущен на лейбле)
- «Jesus Saves, I Spend», b/w «These Days» (2007) — CD, 7"
- «Now, Now», b/w «All My Stars Aligned» (2007) — CD, 7"
- «Actor Out of Work», b/w «Bicycle» (2009) — 7"
- «Cruel» (2011)
- «Cheerleader» (2012)
- «Digital Witness» (2014)
- «Teenage Talk» (2014)
- «New York» (2017)
- «Los Ageless» (2017)